# Калаханди
Калаханди (ория କଳାହାଂଡି; англ. Kalahandi) или Одиша — округ в индийском штате Одиша. Образован в 1948 году. На территории округа ранее располагалось туземное княжество. В древности этот регион назывался Махакантара. Административный центр — город Бхаванипатна. Площадь округа — 7920 км². По данным всеиндийской переписи 2001 года население округа составляло 1 335 494 человека. Уровень грамотности взрослого населения составлял 45,9 %, что значительно ниже среднеиндийского уровня (59,5 %). Доля городского населения составляла 7,5 %.